# Goniotorna synastra
Goniotorna synastra es una especie de polilla del género Goniotorna, familia Tortricidae.
Fue descrita científicamente por Meyrick en 1918.

## Distribución
Se encuentra en Madagascar.